# Giochi mondiali 2001
I Giochi mondiali 2001, sesta edizione della competizione, si tennero ad Akita, in Giappone, dal 16 agosto al 26 agosto 1997. Vi parteciparono 3200 atleti che gareggiarono in 32 discipline (delle quali, cinque erano sport dimostrativi). Furono organizzati da Atsuko Toyama.

## Discipline
- Biliardo (4) (dettagli)[1]
- Culturismo (7) (dettagli)
- Bocce (4) (dettagli)[2]
- Bowling (3) (dettagli)
- Casting (6) (dettagli)
- Danza sportiva (2) (dettagli)
- Fistball (1) (dettagli)
- Frisbee (3) (dettagli)
- Ginnastica acrobatica (5) (dettagli)
- Ginnastica aerobica (4) (dettagli)
- Ginnastica ritmica (4) (dettagli)
- Trampolino elastico (6) (dettagli)
- Hockey su pista (1) (dettagli)
- Ju jitsu (9) (dettagli)
- Karate (12) (dettagli)
- Korfball (1) (dettagli)
- Nuoto pinnato (10) (dettagli)
- Orientamento (3) (dettagli)
- Paracadutismo (4) (dettagli)
- Pattinaggio artistico a rotelle (4) (dettagli)
- Pattinaggio di velocità in linea (10) (dettagli)
- Powerlifting (6) (dettagli)
- Rugby a 7 (1) (dettagli)
- Nuoto per salvamento (26) (dettagli)
- Sci nautico (12) (dettagli)
- Tiro di campagna (6) (dettagli)
- Tiro alla fune (3) (dettagli)

## Medagliere
La Russia si aggiudicò il medagliare per la prima volta di tre consecutive.
| #      | Nazione              | Oro | Argento | Bronzo | Totale |
| ------ | -------------------- | --- | ------- | ------ | ------ |
| 1      | Russia               | 24  | 15      | 5      | 44     |
| 2      | Stati Uniti          | 17  | 12      | 8      | 37     |
| 3      | Australia            | 13  | 13      | 5      | 31     |
| 4      | Germania             | 12  | 12      | 17     | 41     |
| 5      | Francia              | 11  | 5       | 7      | 23     |
| 6      | Italia               | 10  | 11      | 9      | 30     |
| 7      | Sudafrica            | 9   | 8       | 6      | 23     |
| 8      | Giappone             | 9   | 6       | 11     | 26     |
| 9      | Spagna               | 5   | 7       | 2      | 14     |
| 10     | Belgio               | 5   | 5       | 5      | 15     |
| 11     | Regno Unito          | 4   | 9       | 11     | 24     |
| 12     | Paesi Bassi          | 4   | 3       | 5      | 12     |
| 13     | Colombia             | 3   | 5       | 5      | 13     |
| 14     | Taiwan               | 3   | 3       | 5      | 11     |
| 15     | Cina                 | 2   | 6       | 5      | 13     |
| 16     | Svezia               | 2   | 4       | 9      | 15     |
| 17     | Norvegia             | 2   | 2       | 6      | 10     |
| 18     | Bulgaria             | 2   | 1       | 1      | 4      |
| 18     | Danimarca            | 2   | 1       | 1      | 4      |
| 20     | Austria              | 1   | 4       | 2      | 7      |
| 21     | Nuova Zelanda        | 1   | 2       | 1      | 4      |
| 22     | Grecia               | 1   | 2       | 0      | 3      |
| 23     | Slovenia             | 1   | 1       | 3      | 5      |
| 24     | Lituania             | 1   | 1       | 1      | 3      |
| 24     | Danimarca            | 1   | 1       | 1      | 3      |
| 24     | El Salvador          | 1   | 1       | 1      | 3      |
| 27     | Canada               | 1   | 1       | 0      | 2      |
| 28     | Finlandia            | 1   | 0       | 4      | 5      |
| 29     | Egitto               | 1   | 0       | 1      | 2      |
| 29     | Polonia              | 1   | 0       | 1      | 2      |
| 31     | Ucraina              | 1   | 0       | 0      | 1      |
| 31     | Kazakistan           | 1   | 0       | 0      | 1      |
| 31     | Romania              | 1   | 0       | 0      | 1      |
| 31     | Figi                 | 1   | 0       | 0      | 1      |
| 31     | Guatemala            | 1   | 0       | 0      | 1      |
| 36     | Brasile              | 0   | 3       | 1      | 4      |
| 37     | Venezuela            | 0   | 2       | 1      | 3      |
| 38     | Corea del Sud        | 0   | 2       | 0      | 2      |
| 38     | Svizzera             | 0   | 2       | 0      | 2      |
| 40     | Bielorussia          | 0   | 1       | 7      | 8      |
| 41     | Rep. Ceca            | 0   | 1       | 2      | 3      |
| 42     | Ungheria             | 0   | 1       | 0      | 1      |
| 42     | Filippine            | 0   | 1       | 0      | 1      |
| 42     | Lussemburgo          | 0   | 1       | 0      | 1      |
| 45     | Argentina            | 0   | 0       | 2      | 2      |
| 46     | Jugoslavia           | 0   | 0       | 1      | 1      |
| 46     | Bosnia ed Erzegovina | 0   | 0       | 1      | 1      |
| 46     | Madagascar           | 0   | 0       | 1      | 1      |
| 46     | Pakistan             | 0   | 0       | 1      | 1      |
| Totale | Totale               | 155 | 155     | 155    | 465    |